# La mujer del vendaval
 La mujer del vendaval est une telenovela mexicaine en 166 épisodes de 45 minutes diffusée entre le 12 novembre 2012 et le 30 juin 2013 sur Canal de las Estrellas. Il s'agit d'un remake de la telenovela vénézuélienne Un esposo para Estela.
Cette série est inédite dans les pays francophones.
La production de la série a commencé le 16 août 2012.

## Distribution
- Ariadne Díaz : Marcela Morales
- José Ron : Augusto Castelo
- Chantal Andere : Lic. Octavia Costilla
- Marco Muñoz : Don Severo Aldama
- Blanca Soto : Fernandita Berrocal de Castelo
- Patricio Borghetti : Cristian Serratos
- Odiseo Bichir : Joel Mateo Reyna
- Magda Karina : Sagrario Aldama de Morales
- Alfredo Adame : Don Luciano Castelo
- Zoraida Gómez : Nuria Aravelo de Serratos
- Manuel "Flaco" Ibáñez : Don Timoteo Quinoez
- Michelle Renaud : Alba Maria Morales Aldama
- Maria Marcela : Silvana Berrocal de Castelo
- Javier Jattin : Camilo Preciado
- Mauricio Martínez : Mike
- Sachi Tamashiro: July Barbosa
- Jauma Mateu : Mauro Urquiza
- Francisco Rubio : Amadeo Rosado Sanchez
- Jorge Ortín : Eulogio Baron
- Florencia de Saracho : Laura Morales
- Lourdes Reyes : Ilse Sanchez
- Agustin Arara : Don Emiliano Preciado
- Thelma Madrigal : Nisa Castelo Berrocal
- Sandra Saldarriaga : Yadira
- Rosanna San Juan : Dona Valeria Ferreria
- Alejandra Lazcano : Camila

## Diffusion internationale
| Pays                   | Chaîne                    | Titre                   | Série prémière   |
| ---------------------- | ------------------------- | ----------------------- | ---------------- |
| Mexique                | Canal de las Estrellas    | La mujer del vendaval   | 12 novembre 2012 |
| République dominicaine | Telemicro                 | La mujer del vendaval   |                  |
| Chili                  | La Red                    | La mujer del vendaval   | 2013             |
| Équateur               | Gama TV                   | La mujer del vendaval   |                  |
| Panama                 | Telemetro                 | La mujer del vendaval   |                  |
| États-Unis             | Univision                 | La mujer del vendaval   |                  |
| Croatie                | HRT 1                     | Nasljednica s Vendavala |                  |
| Roumanie               | Acasă                     |                         |                  |
| Paraguay               | LaTele                    | La mujer del vendaval   |                  |
| Pérou                  | América Televisión        | La mujer del vendaval   |                  |
| Costa Rica             | Repretel                  | La mujer del vendaval   |                  |
| Colombie               | RCN Televisión            | La mujer del vendaval   |                  |
| Argentine              | Televicentro de Argentina | La mujer del vendaval   |                  |
| Uruguay                | Saeta TV Canal 10         | La mujer del vendaval   |                  |
| Bolivie                | Red UNO                   | La mujer del vendaval   |                  |
| Israël                 | Viva Plus                 |                         |                  |

## Autres versions
- Un esposo para Estela (Venevisión, 2009-2010) avec Daniela Alvarado et Luis Gerónimo Abreu.

### Sources
- (en) Cet article est partiellement ou en totalité issu de l’article de Wikipédia en anglais intitulé « La Mujer del Vendaval » (voir la liste des auteurs).

- (es) Cet article est partiellement ou en totalité issu de l’article de Wikipédia en espagnol intitulé « La mujer del Vendaval » (voir la liste des auteurs).